# Grup 4 Instalații
Grup 4 Instalații este o companie de construcții din România.
Este specializată în lucrări de reabilitări și extindere de apă și canalizare în Transilvania.
Este controlată de oamenii de afaceri Ioan Așchilean și Gicu Gânscă.
Gânscă și Așchilean dețin pachete consistente la mai multe societăți de pe piața construcțiilor din Transilvania: 90% din Grup 4, Izopa și ELCO, 75% din Antrepriza de Construcții și Instalații (ACI) Bistrița și Trustul de Instalații Montaj (TIM) și 45% din ACI Cluj și Construcții Montaj Zalău.
Cei doi au preluat în 2007 Nordconforest, societate specializată în lucrări de drumuri și poduri.
Odată cu cooptarea acesteia, grupul constituit din companiile la care sunt acționari Gânscă și Așchilean acoperă toată gama de lucrări în construcții.
Cifra de afaceri în 2009: 68,5 milioane lei (16,1 milioane euro)